# Старокарасук
Старокарасук — село в Большереченском районе Омской области России. Административный центр Старокарасукского сельского поселения.

## История
В 1928 году село Карасук состояло из 221 хозяйства, основное население — русские. В административном отношении являлось центром Карасукского сельсовета Большереченского района Тарского округа Сибирского края.

## Население
| 1926 | 2002 | 2010 | 2021 |
| ---- | ---- | ---- | ---- |
| 1045 | ↘721 | ↘628 | ↘504 |

## Улицы
| - ул. 60 лет Октября, - ул. Береговая, - ул. Гагарина, - ул. Заречная, | - ул. Кооперативная, - ул. Ленина, - ул. Ленинградская, - ул. Производственная, | - ул. Пролетарская, - ул. Советская, - ул. Школьная, - ул. Юбилейная. |